# Incydent na moście Marco Polo
Incydent na moście Marco Polo – starcie zbrojne pomiędzy chińską Narodową Armią Rewolucyjną a Cesarską Armią Japońską stoczone w dniach 7–9 lipca 1937 roku.
Bitwę tę powszechnie uważa się za początek wojny chińsko-japońskiej (1937–1945), a niekiedy również za faktyczny początek II wojny światowej, która tym samym miałaby trwać od 7 lipca 1937 do 2 września 1945 roku.

## Most Marco Polo
Marmurowy most znajduje się w Fengtai, południowym przedmieściu Pekinu. Łączy brzegi rzeki Yongding (永定河). Został zbudowany w 1192 roku; ma jedenaście łukowatych przęseł. Zrekonstruowany został za panowania cesarza Kangxi (1662–1722). Nosi nazwę Most Lugou (盧溝橋, Lúgōuqiáo), zwany jest także Mostem Marco Polo, jako że w relacji z podróży Marco Polo znajduje się opis przypuszczalnie tej konstrukcji.

Ponad tą rzeką jest bardzo piękny most kamienny; i w całym świecie nie masz równie pięknego ani podobnego.

## Tło konfliktu
Zgodnie z postanowieniami protokołu bokserskiego z 7 września 1901 roku Chiny przyznały narodom posiadającym swoją ambasadę w Pekinie prawo do rozmieszczania straży w dwunastu określonych punktach wzdłuż linii kolejowych łączących Pekin z Tiencinem. Miało to zapewnić swobodną komunikację między stolicą a portem. Na mocy dodatkowego porozumienia z 15 lipca 1902 roku siły te mogły przeprowadzać ćwiczenia wojskowe w Chinach bez informowania o tym władz innych państw.
W 1931 roku Japończycy zajęli Mandżurię i przekształcili ją w pozornie niepodległe, a w praktyce marionetkowe państwo Mandżukuo z Puyi, ostatnim cesarzem z dynastii Qing, jako władcą. W praktyce było to państwo marionetkowe w rękach Japończyków, nieuznawane ani przez Kuomintang ani przez społeczność międzynarodową.
Wiosną 1933 roku japońska Armia Kwantuńska wkroczyła do prowincji Rehe (zwanej także Jehol). XXIX Korpus Narodowej Armii Rewolucyjnej dowodzony przez generała Songa Zheyuana próbował odeprzeć atak na linii Wielkiego Muru. Prowincja ostatecznie wpadła w ręce japońskie i tym samym obszary na zachód od Pekinu (w tamtych czasach zwanego Beipingiem) znalazły się w japońskiej strefie wpływów. W 1933 roku prowincja Rehe została przyłączona do Mandżukuo pod pretekstem konieczności zabezpieczenia granic państwa cesarza Puyi. Rząd Kuomintangu odmówił uznania tych aneksji, ale zgodził się na rozejm Tanggu z Japonią w maju 1933 roku. Zawieszenie broni było tylko pozorne i w ciągu następnych kilku lat dochodziło do kolejnych incydentów, a ziemie położone na północ od Pekinu również wpadły w ręce Japończyków. 9 czerwca 1935 roku He Yingqin i Yoshijirō Umezu podpisali porozumienie, znane jako pakt He-Umezu, na mocy którego japońska okupacja Hebei i Chaharu została zalegalizowana przez rząd chiński. Jeszcze w tym samym roku Japończycy utworzyli kolejne marionetkowe, antykomunistyczne państewko Wschodnie Hebei z rządem o nazwie Autonomiczna Rada Wschodniego Hebei. Tym samym Japończycy kontrolowali wszystkie obszary wokół Pekinu.
Do lipca 1937 roku Japonia rozszerzyła swoje siły w Chinach do szacunkowo 7000–15 000 ludzi, głównie wzdłuż linii kolejowych. Liczba ludzi i ilość towarzyszącego im sprzętu była kilkakrotnie większa od liczebności oddziałów rozmieszczonych przez mocarstwa europejskie i znacznie przekraczała limity ustalone w protokole bokserskim.
Znaczenie incydentu na moście Marco Polo polega na tym, że po nim napięcia nie opadły ponownie, a zamiast tego nastąpiła eskalacja, w wyniku której obie strony zaangażowały znacznie większe siły, a walki rozprzestrzeniły się na inne części Chin. Z perspektywy czasu ten niewielki incydent można zatem uznać za początek pełnoskalowej wojny chińsko-japońskiej.

## Bitwa

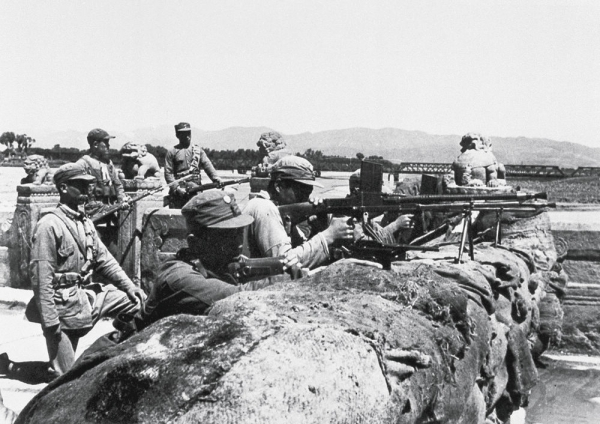
Żołnierze 29 Armii w walce

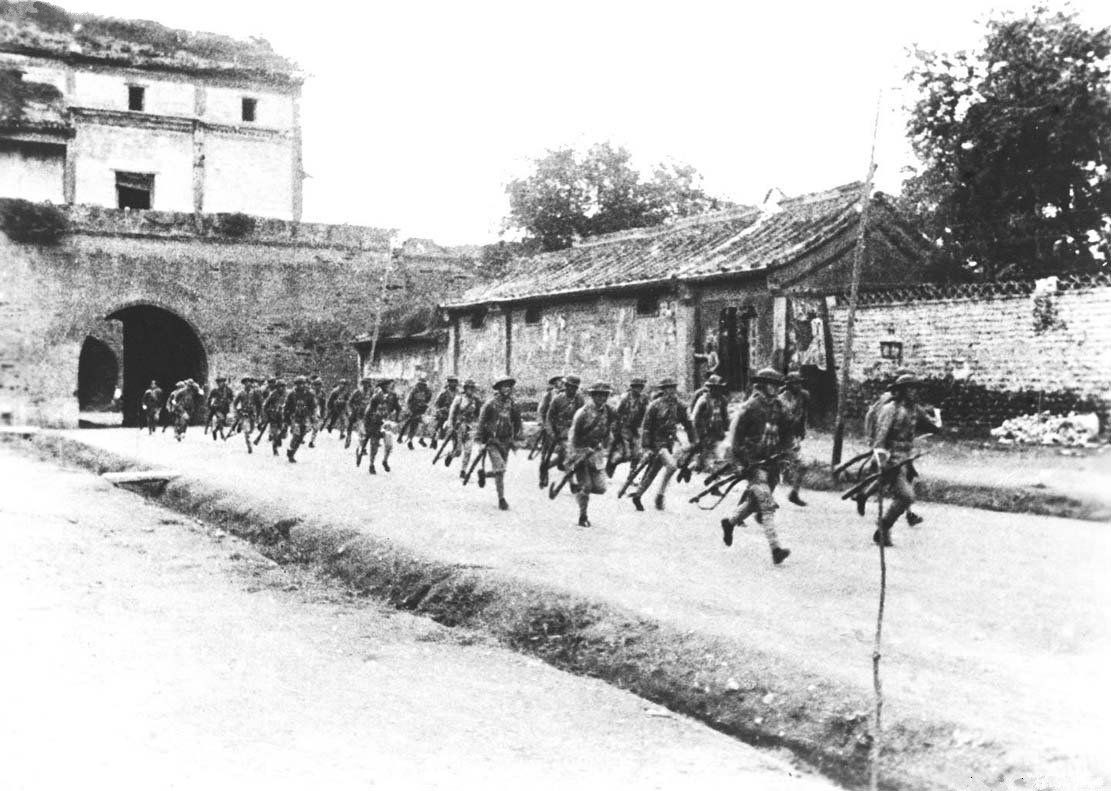
Chińscy żołnierze wychodzą z twierdzy Wanping

Wieczorem 7 lipca japońskie jednostki stacjonujące w Fengtai opuściły teren koszar, aby przeprowadzić ćwiczenia wojskowe, które miały zakończyć się około godz. 22:30. Wówczas z nieznanych do dziś przyczyn pomiędzy Japończykami a Chińczykami stacjonującymi w twierdzy Wanping rozgorzała czterogodzinna strzelanina. O świcie 8 lipca Chińczycy odebrali telegram z japońskiego dowództwa informujący o zaginięciu jednego z żołnierzy, Shimury Kikojirō, który – zdaniem Japończyków – został zastrzelony przez Chińczyków lub jest przytrzymywany na terenie twierdzy. Dowództwo japońskie zażądało prawa wkroczenia do twierdzy w celu odnalezienia swojego człowieka. Większość chińskich historyków jest zdania, że incydent został sfabrykowany przez Armię Kwantuńską szukającą pretekstu do ataku na Chiny Środkowe, ale badacze zachodni oraz prof. dr hab. Jakub Polit uważają, że był to po prostu przypadek, gdyż dysproporcja sił na niekorzyść Japończyków nie przemawia za tezą o umyślnej prowokacji. Według innych teorii incydent został sprokurowany przez komunistów, którzy liczyli na wybuch walk pomiędzy Japończykami a Kuomintangiem jako okazję do przejęcia władzy.
Pułkownik Ji Xingwen działając zgodnie z wytycznymi swego przełożonego generała Songa odmówił japońskim żądaniom. Wieczorem tego samego dnia pułkownik Matsui Takurō przesłał Ji ultimatum, w którym zapowiadał, że jeśli siły Kuomintangu nie zezwolą wojskom japońskim wkroczyć do twierdzy w ciągu godziny, otworzy ogień. W chwili wysyłania ultimatum japońskie działa były już wycelowane w twierdzę. O godz. 4.45 8 lipca japońska artyleria rozpoczęła ostrzał twierdzy, a przed świtem przez most ruszyła piechota wspierana przez czołgi. Zgodnie z rozkazem Songa, Ji na czele około tysiąca żołnierzy przystąpił do obrony. Japońskie oddziały sforsowały most i po południu zajęły duży fragment twierdzy, ale gdy nadciągnęły znaczne posiłki wojsk Kuomintangu, musiały się wycofać na zachodni brzeg, proponując podjęcie negocjacji z rządem chińskim.

## Następstwa
Podczas narady wyższych dowódców Narodowej Armii Rewolucyjnej 12 lipca w Pekinie, Qin oznajmił, że 29 Armia powinna bronić mostu i odrzucać wszelkie próby negocjacji z Japończykami, którym nie ufał. Gen. Zhang Zizhong stwierdził z kolei, że kryzys da się rozwiązać drogą dyplomatyczną. W tej sytuacji Song wysłał Zhanga, jako posła Kuomintangu, do Tiencinu na spotkanie z generałem Gunem Hashimoto, dowódcą wszystkich japońskich sił wokół Pekinu i Tiencinu oraz w prowincjach Chahar i Rehe.
Na początku Hashimoto powiedział Zhangowi, że Japończycy mają nadzieję rozwiązać incydent na drodze pokojowej. Zhang był pod wrażeniem ciepłego przyjęcia i wysłał do Songa telegram, w którym stwierdzał, że nie należy zwiększać sił Kuomintangu w okolicach Pekinu, bo tylko zaogni to sytuację. Song był jednak przekonany, że Hashimoto próbuje jedynie zyskać na czasie, tym bardziej że wywiad donosił o rosnącej ilości wojsk japońskich przerzuconych z Mandżurii i Korei wokół Pekinu. W związku z tym, że taktyczne zwycięstwo siły Kuomintangu zawdzięczały wyłącznie przewadze liczebnej, przerzucił 132 Dywizję, której towarzyszył Qin, na przedmieścia Nanyuan leżące pomiędzy mostem a Pekinem. Podobnie jak większość chińskich sił 29 Armia uzbrojona była wyłącznie w karabiny i znikomą liczbę broni maszynowej oraz granatów. Broni przeciwpancernej nie miała w ogóle. Japończycy obiecali nie atakować Pekinu i Tiencinu pod następującymi warunkami:
1. Kuomintang musi zlikwidować wszelkie antyjapońskie organizacje i zakazać antyjapońskiej działalności w tych miastach,
2. Kuomintang musi wziąć na siebie odpowiedzialność za incydent z 7 lipca,
3. Song – żaden inny oficer 29 Armii – musi przeprosić[12].

Próbując zapobiec wybuchowi otwartej wojny, 18 lipca Song w galowym mundurze złożył wizytę w siedzibie japońskiego generała Hiyoshiego Katsukiego i oficjalnie przeprosił za incydent, zapowiadając rozmontowanie barykad na ulicach Pekinu i wycofanie 29 Armii z rejonu stołecznego. Nie zapobiegło to jednak dalszemu przerzucaniu wojsk japońskich do Chin. Generalissimus Czang Kaj-szek starał się powstrzymać odwrót chińskich wojsk. Tymczasem Japończycy zajęli Langfang i stawiali kolejne, coraz bardziej absurdalne żądania, włącznie z wycofaniem sił chińskich na prawy brzeg rzeki Yongding. Konflikt eskalował, do czego przyczyniła się zarówno postawa imperialistycznych czynników w rządzie japońskim, które poczytywały sytuację wywołaną incydentem z 7 lipca jako okazję do ostatecznego rozprawienia się z „problemem chińskim” i przerzucenia wojsk na inne kierunki przyszłej ekspansji, a także ambicje chińskich przywódców z Czang Kaj-szekiem na czele, którzy pragnęli zakończyć pasmo nieustannych upokorzeń w polityce zagranicznej trwających od początku lat 30.

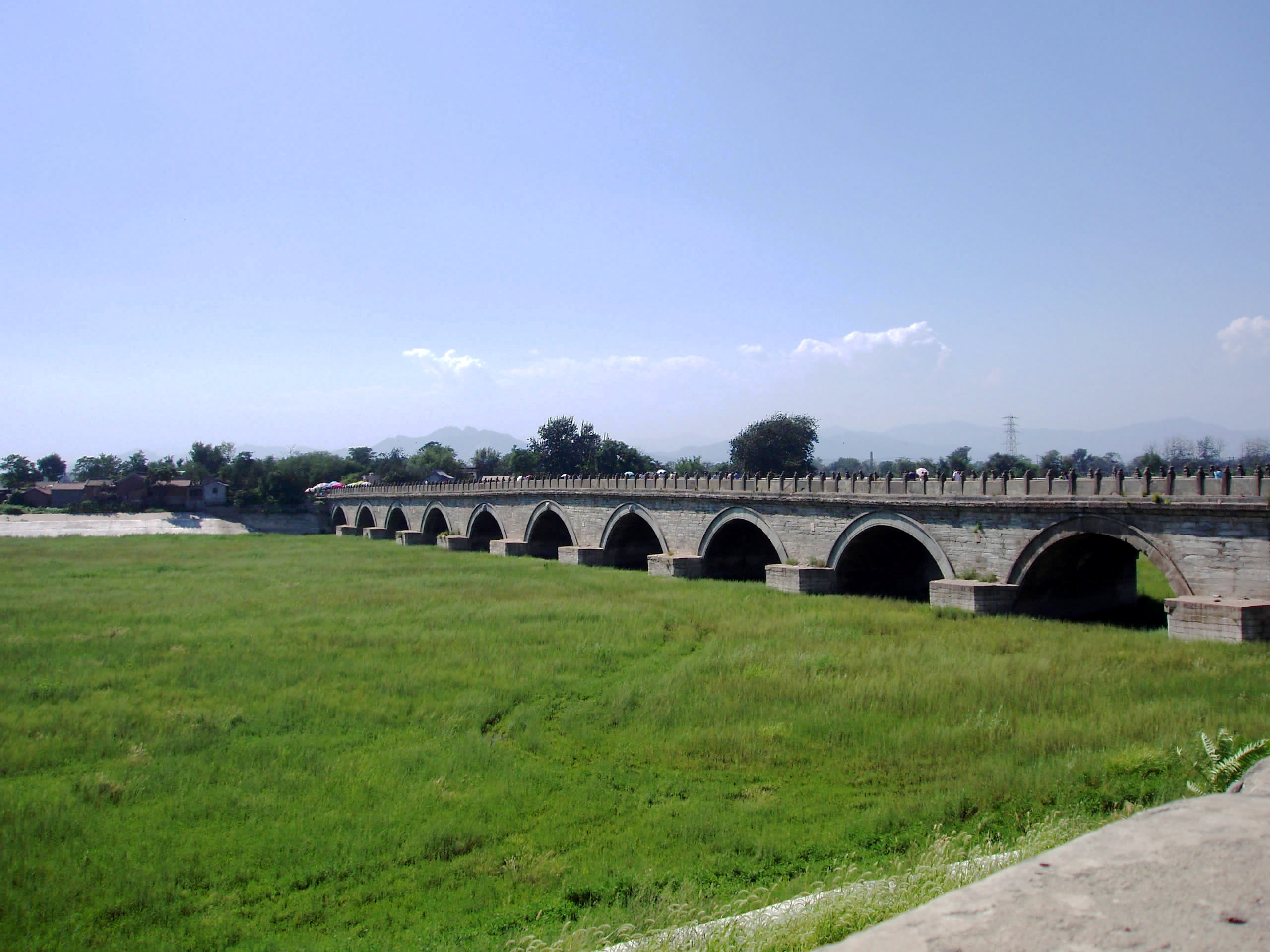
Most Marco Polo obecnie

27 lipca Japończycy bez wypowiedzenia wojny rozpoczęli regularną ofensywę przeciwko wojskom chińskim w regionie Pekinu. Do ranka 31 lipca prawie bez walk padł Pekin, a 30 lipca po krótkiej, lecz nieco bardziej stanowczej obronie obronie – Tiencin. Wraz z upadkiem dwóch największych miast na północy Chin, cała Nizina Chińska stanęła otworem przed japońskimi dywizjami zmechanizowanymi, które zajęły ją do końca roku. Chińskie armie były odtąd w ciągłym odwrocie aż do ciężko wywalczonego zwycięstwa w bitwie o Tai’erzhuang wiosną 1938 roku.

## Pamięć
W 1987 roku most został odrestaurowany, a w jego pobliżu zbudowano Muzeum Wojny Antyjapońskiej, upamiętniające miejsce wybuchu wojny chińsko-japońskiej.